# Takayasu Kawai
Takayasu Kawai (河合 崇泰 Kawai Takayasu?,  nacido el 7 de marzo de 1977 en Kanagawa) es un exfutbolista japonés. Jugaba de centrocampista y su último club fue el Sagawa Express Tokyo de Japón.

## Trayectoria

### Clubes
| Club                 | País  | Año         |
| -------------------- | ----- | ----------- |
| Bellmare Hiratsuka   | Japón | 1995 - 1997 |
| Cerezo Osaka         | Japón | 1998        |
| Jatco                | Japón | 1999 - 2003 |
| Sagawa Express Tokyo | Japón | 2004 - 2006 |